# Chocolade Jacques-Wincor Nixdorf
Chocolade Jacques-Wincor Nixdorf, Marlux-Wincor Nixdorf, Marlux-Ville de Charleroi, Ville de Charleroi-New Systems, Home Market-Ville de Charleroi, Cédico-Ville de Charleroi und Cédico-Sunjets-Ville de Charleroi war ein belgisches Radsportteam, welches von 1995 bis 2004 bestand.

## Geschichte
Die Mannschaft wurde im Jahre 1995 unter dem Namen Cedico-Sunjets-Ville de Charleroi von Didier Paindaveine gegründet. Im ersten Jahr konnte das Team Platz 5 bei Grand Prix du Morbihan, Platz 8 beim Memorial Rik Van Steenbergen und Platz 9 beim Grand Prix Cholet-Pays de la Loire erwirken. 1996 wurden neben den Siegen Platz 2 bei Le Samyn, Platz 5 bei der Tour de Vendée, Platz 6 bei Binche–Chimay–Binche und siebte Plätze beim Kampioenschap van Vlaanderen und beim Grand Prix de Rennes erreicht. Im Nachfolgejahr wurde der zweite Platz beim Grote Prijs Jef Scherens, siebte Plätze beim Circuit Franco-Belge und beim Grand Prix d’Isbergues sowie Platz 8 bei Le Samyn erzielt. 1998 konnten Platz 3 beim Omloop van het Houtland, Platz 4 beim GP Jef Scherens, fünfte Plätze bei Zomergem-Adinkerke und beim Grote Prijs Stad Vilvoorde und Platz 6 beim Grand Prix de Wallonie erwirkt werden. Neben dem Etappensieg bei der Tour de la Région Wallonne 1999 wurden zweite Plätze bei Boucles de l’Aulne und der Tro Bro Leon, Platz 3 bei Tour Trans Canada, Platz 6 bei Paris–Tours, Platz 10 beim Critérium du Dauphiné und Platz 12 beim Grand Prix Midi Libre erreicht. 2000 wurden neben den Siegen dritte Plätze bei Paris-Brüssel, der Tour de la Région Wallonne, der Tour de l’Oise et de Picardie, bei Tro-Bro Leon und der Tour de Vendée erzielt. 2001 konnte das Team Platz 7 bei Paris-Brüssel, Platz 9 beim Memorial Rik Van Steenbergen, Platz 10 beim Druivenkoers und Platz 11 beim Omloop van het Houtland erarbeitet. 2002 erwirkte das Team neben den Siege einige Platzierungen wie zum Beispiel der zweite Platz bei der Profronde van Drenthe, den dritten Platz bei Schaal Sels und beim Kampioenschap van Vlaanderen sowie siebte Plätze beim Nationale Sluitingprijs und beim Grand Prix Eddy Merckx. 2003 kamen einige ambitionierte Rennfahrer ins Team, under anderem Dave Bruylandts, Raivis Belohvoščiks und Dimitri Konyschew. Neben den zahlreichen Siegen konnten zweite Plätze bei Subida Urkiola, Paris–Bourges und Schaals Sels, Platz 3 beim Circuit Franco-Belge, Platz 4 beim E3 Harelbeke, Platz 6 bei Gent–Wevelgem und Platz 10 bei der Flandern-Rundfahrt erreicht werden. 2004 startete das Team als GS I Team und konnte neben den zahlreichen Siegen zweite Plätze bei der Belgien-Rundfahrt und der Rheinland-Pfalz-Rundfahrt, dritte Plätze bei der Flandern-Rundfahrt, bei Le Samyn, bei Kuurne–Brüssel–Kuurne, der Tour de Langkawi und bei den Driedaagse van De Panne, sowie Platz 4 bei der Niederlande-Rundfahrt, Platz 5 bei den HEW Cyclassics und Platz 8 bei der Burgos-Rundfahrt erarbeiten. Nach der Saison 2004 beendete das Team seine Tätigkeit und ein Teil des Teams fusionierte mit dem Team Vlaanderen-T-Interim.

## Erfolge
1995
- Circuito de Getxo

1996
- Route Adélie
- eine Etappe Tour de Bretagne Cycliste
- eine Etappe Quatre jours de l’Aisne

1997
- Tour de Wallonie
- Finnischer Meister – Straßenrennen
- Finnischer Meister – Einzelzeitfahren

1998
- eine Etappe Tour de la Région Wallonne

1999
- eine Etappe Tour de la Région Wallonne

2000
- zwei  Etappen Tour de la Région Wallonne
- eine Etappe Ringerike Grand Prix
- eine Etappe Tour de Bretagne Cycliste

2001
- eine Etappe Ringerike Grand Prix
- eine Etappe Rhodos-Rundfahrt

2002
- eine Etappe Tour de l’Avenir
- eine Etappe Tour of Japan
- eine Etappe Schweden-Rundfahrt
- Luxemburger Meister – Straßenrennen
- Luxemburger Meister – Einzelzeitfahren
- Grote Prijs Stad Vilvoorde

2003
- Gesamtwertung und eine Etappe Drei Tage von De Panne
- Giro d’Oro
- Grand Prix de Wallonie
- eine Etappe Circuit Franco-Belge
- eine Etappe Burgos-Rundfahrt
- eine Etappe Niedersachsen-Rundfahrt
- eine Etappe Belgien-Rundfahrt
- eine Etappe Bayern-Rundfahrt
- Lettischer Meister – Einzelzeitfahren
- Luxemburger Meister – Einzelzeitfahren

2004
- Gesamtwertung und zwei Etappen Tour of Britain
- Tour de la Région Wallonne
- Tour de Rijke
- eine Etappe Giro della Provincia di Lucca
- eine Etappe Paris–Corrèze
- Noord-Nederland Tour

## Bekannte ehemalige Fahrer
- Miika Hietanen (1995–1997)
- Thierry Marichal (1996–1997)
- Raivis Belohvoščiks (1997+2003–2004)
- Ludovic Capelle (1998–2000)
- Steven De Neef (2002–2003)
- Dave Bruylandts (2003–2004)
- Dimitri Konyschew (2003)
- Gerben Löwik (2004)